# Pascal Bircher
Pascal Bircher (* um 1975) ist ein Schweizer Badmintonspieler. 

## Karriere
Pascal Bircher wurde im Jahr 2000 erstmals nationaler Meister in der Schweiz. Fünf weitere Titelgewinne folgten bis 2004. 2001 nahm er an den Badminton-Weltmeisterschaften teil. Bei den Slovak International 1996, den Slovak International 2000, den La Chaux-de-Fonds International 2000, den Slovenia International 2001 und den La Chaux-de-Fonds International 2001 belegte er jeweils Rang drei.